# Spectarcturus multispinatus
Spectarcturus multispinatus är en kräftdjursart som beskrevs av Schultz 1981. Spectarcturus multispinatus ingår i släktet Spectarcturus och familjen Arcturidae. Inga underarter finns listade i Catalogue of Life.